# Акис (журнал)
Акис (тур. Akis) — турецкий политический журнал, издававшийся в Турции. Это был 36-страничный еженедельник, напоминавший «Time». Его лозунгом были слова «Серьёзный, но не скучный». В нём были разделы как о турецких, так и об иностранных новостях, экономике, культуре и спорте в юмористическом стиле.

## История
«Акис» был основан 15 мая 1954 года Метин Токером и его 2 друзьями. Метин Токер был сторонником Демократической партии, поэтому хотя «Акис» позиционировал себя как политически независимый, он первоначально воспринимался как поддерживающий линию Демократической партии. Это изменилось после выборов 1954 года, по итогам которых Демократическая партия одержала полную победу, получив 9/10 мест в Великом национальном собрании. После этого Демократическая партия стала открыто преследовать своих политических оппонентов и поддерживающую их прессу. Одной из главных тем того времени внутри Демократической партии было «право на доказывание» (тур. ispat hakkı). Пресса того времени не обладала «правом на доказывание», поэтому журналисты не могли доказать утверждения в своих статьях и проигрывали дела в суде. Всё это привело к тому, что от Демократической партии откололась часть сторонников и создали оппозиционную ей «партию Свободы». С учётом всего этого, после 1954 года «Акис» начал критиковать Демократическую партию и во временем стали важным оппозиционным орган. Отсутствие у журналистов «Права на доказывания» сыграло роль в истории журнала «Акис». В ходе дела «Мюкеррем Сарол против „Акис“» журналисты журнала смогли доказать свои утверждения, но это не было учтено судом и журналисты были признаны виновными.
В 1955 году Метин Токер женился на дочери лидера основной оппозиционной партии Республиканской народной партии Исмета Инёню Озден Токер. Метин Токер и Куртул Алтуг были главными редакторами «Акис». В 1958 года они оба были приговорены к тюремному сроку, а издание журнала «Акис» было приостановлено судом на 2 месяца.
Одним из последних шагов Демократической партии перед своим падением было создание в 1960 году политического комитета, целью которого являлось судебное преследование оппозиционных политиков и журналистов. В апреле 1960 года «Акис» оказался в числе изданных закрытых комитетом. Возобновить деятельность удалось лишь после государственного переворота 27 мая 1960 года, в результате которого Демократическая партия потеряла власть. В этот период тираж «Акис» на недолгое время достиг 150 тысяч экземпляров. Причиной этого являлось восприятие Токера Метина как уст Исмета Инёню. Впрочем, такая популярность продлилась недолго в том числе из-за появления других журналов на политическую тематику. 31 декабря 1967 года вышел последний, 706-й, выпуск журнала. В предпоследнем, 705-м, номере Куртул Алтуг написал эпилог, объяснив, что издание журнала прерывается поскольку журнал не может соперничать с аналогичными изданиями, выпуск которых поддерживался медиакартелями.

## Сотрудники
Для «Акис» писали Метин Токер, Куртул Алтуг, Джюнейт Арджаюрек, Мюмтаз Сойсал, Доган Авджиоглу, Ильхами Сойсал, Джихат Бабан, Теоман Эрель, Халук Улман, Жале Джандан, Гюнери Дживаоглу.